# Проба Ривальты

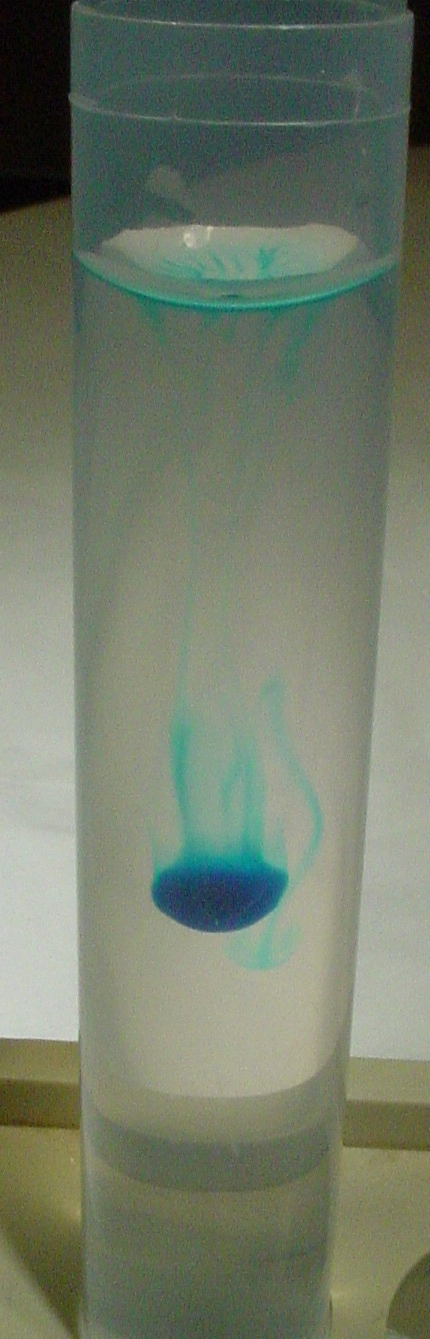
Положительная проба Ривальты. Для лучшей визуализации жидкость была окрашена метиленовым синим.

Про́ба Рива́льты — биохимический тест для дифференцирования транссудата и экссудата. Проба названа именем итальянского исследователя Фабио Ривальты (итал. Fabio Rivalta) (1867—1959), являющегося автором теста.
Методика заключается в следующем:
Экссудаты содержат серомуцин (соединение глобулиновой природы), дающий положительную пробу (денатурацию) со слабым раствором уксусной кислоты. В цилиндр наливают 100—150 мл дистиллированной воды, подкисляют 2—3 каплями ледяной уксусной кислоты и добавляют по каплям исследуемую жидкость. Падающая капля экссудата образует помутнение в виде белого облачка, опускающегося до дна сосуда. Капля транссудата не образует помутнения, или оно бывает незначительным и быстро растворяется.
Несмотря на указанные различия экссудатов и транссудатов, разграничить их на практике не всегда легко, так как иногда приходится иметь дело с рядом переходных жидкостей, а также экссудатами, которые по содержанию белка и относительной плотности стоят близко к транссудатам.